# Llista d'asteroides/187701-187800
| Nom      | Designació provisional | Data de descobriment   | Lloc de descobriment | Descobridor/s                                          |
| -------- | ---------------------- | ---------------------- | -------------------- | ------------------------------------------------------ |
| 187701 - | 2008 EU16              | 1 de març de 2008      | Kitt Peak            | Spacewatch                                             |
| 187702 - | 2008 EM19              | 2 de març de 2008      | Kitt Peak            | Spacewatch                                             |
| 187703 - | 2008 EC20              | 2 de març de 2008      | Kitt Peak            | Spacewatch                                             |
| 187704 - | 2008 EC25              | 3 de març de 2008      | Mount Lemmon         | Mount Lemmon Survey                                    |
| 187705 - | 2008 EV28              | 4 de març de 2008      | Mount Lemmon         | Mount Lemmon Survey                                    |
| 187706 - | 2008 EU34              | 2 de març de 2008      | Kitt Peak            | Spacewatch                                             |
| 187707 - | 2008 EQ35              | 2 de març de 2008      | XuYi                 | PMO NEO Survey Program                                 |
| 187708 - | 2008 EJ36              | 3 de març de 2008      | Kitt Peak            | Spacewatch                                             |
| 187709 - | 2008 EW36              | 3 de març de 2008      | XuYi                 | PMO NEO Survey Program                                 |
| 187710 - | 2008 EM47              | 5 de març de 2008      | Mount Lemmon         | Mount Lemmon Survey                                    |
| 187711 - | 2008 EU47              | 5 de març de 2008      | Kitt Peak            | Spacewatch                                             |
| 187712 - | 2008 ET54              | 6 de març de 2008      | Kitt Peak            | Spacewatch                                             |
| 187713 - | 2008 ES56              | 7 de març de 2008      | Catalina             | CSS                                                    |
| 187714 - | 2008 EU76              | 7 de març de 2008      | Kitt Peak            | Spacewatch                                             |
| 187715 - | 2008 EZ77              | 7 de març de 2008      | Kitt Peak            | Spacewatch                                             |
| 187716 - | 2008 ED81              | 10 de març de 2008     | Kitt Peak            | Spacewatch                                             |
| 187717 - | 2008 ED82              | 5 de març de 2008      | Socorro              | LINEAR                                                 |
| 187718 - | 2008 EB83              | 8 de març de 2008      | Socorro              | LINEAR                                                 |
| 187719 - | 2008 EG83              | 8 de març de 2008      | Socorro              | LINEAR                                                 |
| 187720 - | 2008 EX85              | 7 de març de 2008      | Catalina             | CSS                                                    |
| 187721 - | 2008 EJ123             | 9 de març de 2008      | Kitt Peak            | Spacewatch                                             |
| 187722 - | 2008 EN136             | 11 de març de 2008     | Kitt Peak            | Spacewatch                                             |
| 187723 - | 2008 EN146             | 5 de març de 2008      | Mount Lemmon         | Mount Lemmon Survey                                    |
| 187724 - | 2008 FC38              | 28 de març de 2008     | Kitt Peak            | Spacewatch                                             |
| 187725 - | 2008 FV40              | 28 de març de 2008     | Kitt Peak            | Spacewatch                                             |
| 187726 - | 2008 FX52              | 28 de març de 2008     | Mount Lemmon         | Mount Lemmon Survey                                    |
| 187727 - | 2008 FW55              | 28 de març de 2008     | Mount Lemmon         | Mount Lemmon Survey                                    |
| 187728 - | 2008 FR58              | 28 de març de 2008     | Mount Lemmon         | Mount Lemmon Survey                                    |
| 187729 - | 2008 FO61              | 30 de març de 2008     | Catalina             | CSS                                                    |
| 187730 - | 2008 FX66              | 28 de març de 2008     | Kitt Peak            | Spacewatch                                             |
| 187731 - | 2008 FH76              | 31 de març de 2008     | Catalina             | CSS                                                    |
| 187732 - | 2008 FM80              | 27 de març de 2008     | Mount Lemmon         | Mount Lemmon Survey                                    |
| 187733 - | 2008 FW80              | 27 de març de 2008     | Mount Lemmon         | Mount Lemmon Survey                                    |
| 187734 - | 2008 FF104             | 30 de març de 2008     | Kitt Peak            | Spacewatch                                             |
| 187735 - | 2008 FD106             | 31 de març de 2008     | Kitt Peak            | Spacewatch                                             |
| 187736 - | 2008 FA114             | 31 de març de 2008     | Kitt Peak            | Spacewatch                                             |
| 187737 - | 2153 P-L               | 24 de setembre de 1960 | Palomar              | C. J. van Houten, I. van Houten-Groeneveld, T. Gehrels |
| 187738 - | 5031 P-L               | 17 d'octubre de 1960   | Palomar              | C. J. van Houten, I. van Houten-Groeneveld, T. Gehrels |
| 187739 - | 1168 T-1               | 25 de març de 1971     | Palomar              | C. J. van Houten, I. van Houten-Groeneveld, T. Gehrels |
| 187740 - | 1224 T-2               | 29 de setembre de 1973 | Palomar              | C. J. van Houten, I. van Houten-Groeneveld, T. Gehrels |
| 187741 - | 2100 T-3               | 16 d'octubre de 1977   | Palomar              | C. J. van Houten, I. van Houten-Groeneveld, T. Gehrels |
| 187742 - | 2351 T-3               | 16 d'octubre de 1977   | Palomar              | C. J. van Houten, I. van Houten-Groeneveld, T. Gehrels |
| 187743 - | 3562 T-3               | 16 d'octubre de 1977   | Palomar              | C. J. van Houten, I. van Houten-Groeneveld, T. Gehrels |
| 187744 - | 4085 T-3               | 16 d'octubre de 1977   | Palomar              | C. J. van Houten, I. van Houten-Groeneveld, T. Gehrels |
| 187745 - | 5137 T-3               | 16 d'octubre de 1977   | Palomar              | C. J. van Houten, I. van Houten-Groeneveld, T. Gehrels |
| 187746 - | 1976 DC                | 27 de febrer de 1976   | La Silla             | R. M. West                                             |
| 187747 - | 1993 FS21              | 21 de març de 1993     | La Silla             | UESAC                                                  |
| 187748 - | 1993 FW33              | 19 de març de 1993     | La Silla             | UESAC                                                  |
| 187749 - | 1993 FC61              | 19 de març de 1993     | La Silla             | UESAC                                                  |
| 187750 - | 1994 WB7               | 28 de novembre de 1994 | Kitt Peak            | Spacewatch                                             |
| 187751 - | 1995 GG3               | 2 d'abril de 1995      | Kitt Peak            | Spacewatch                                             |
| 187752 - | 1995 MF6               | 24 de juny de 1995     | Kitt Peak            | Spacewatch                                             |
| 187753 - | 1995 SF49              | 22 de setembre de 1995 | Kitt Peak            | Spacewatch                                             |
| 187754 - | 1995 YV7               | 16 de desembre de 1995 | Kitt Peak            | Spacewatch                                             |
| 187755 - | 1996 HN17              | 18 d'abril de 1996     | La Silla             | E. W. Elst                                             |
| 187756 - | 1996 RX18              | 15 de setembre de 1996 | Kitt Peak            | Spacewatch                                             |
| 187757 - | 1996 UH4               | 29 d'octubre de 1996   | Xinglong             | Beijing Schmidt CCD Asteroid Program                   |
| 187758 - | 1996 VU11              | 4 de novembre de 1996  | Kitt Peak            | Spacewatch                                             |
| 187759 - | 1996 XD8               | 1 de desembre de 1996  | Kitt Peak            | Spacewatch                                             |
| 187760 - | 1997 BD6               | 31 de gener de 1997    | Kitt Peak            | Spacewatch                                             |
| 187761 - | 1997 NX4               | 8 de juliol de 1997    | Caussols             | ODAS                                                   |
| 187762 - | 1997 WQ5               | 23 de novembre de 1997 | Kitt Peak            | Spacewatch                                             |
| 187763 - | 1998 BS17              | 22 de gener de 1998    | Kitt Peak            | Spacewatch                                             |
| 187764 - | 1998 BF20              | 22 de gener de 1998    | Kitt Peak            | Spacewatch                                             |
| 187765 - | 1998 BX38              | 29 de gener de 1998    | Kitt Peak            | Spacewatch                                             |
| 187766 - | 1998 DV17              | 23 de febrer de 1998   | Kitt Peak            | Spacewatch                                             |
| 187767 - | 1998 QP4               | 22 d'agost de 1998     | Xinglong             | Beijing Schmidt CCD Asteroid Program                   |
| 187768 - | 1998 QM72              | 24 d'agost de 1998     | Socorro              | LINEAR                                                 |
| 187769 - | 1998 RX29              | 14 de setembre de 1998 | Socorro              | LINEAR                                                 |
| 187770 - | 1998 RU41              | 14 de setembre de 1998 | Socorro              | LINEAR                                                 |
| 187771 - | 1998 RP52              | 14 de setembre de 1998 | Socorro              | LINEAR                                                 |
| 187772 - | 1998 RG70              | 14 de setembre de 1998 | Socorro              | LINEAR                                                 |
| 187773 - | 1998 RQ71              | 14 de setembre de 1998 | Socorro              | LINEAR                                                 |
| 187774 - | 1998 SR6               | 20 de setembre de 1998 | Kitt Peak            | Spacewatch                                             |
| 187775 - | 1998 SQ21              | 21 de setembre de 1998 | Kitt Peak            | Spacewatch                                             |
| 187776 - | 1998 SH55              | 16 de setembre de 1998 | Anderson Mesa        | LONEOS                                                 |
| 187777 - | 1998 SZ70              | 21 de setembre de 1998 | La Silla             | E. W. Elst                                             |
| 187778 - | 1998 SJ88              | 26 de setembre de 1998 | Socorro              | LINEAR                                                 |
| 187779 - | 1998 SO88              | 26 de setembre de 1998 | Socorro              | LINEAR                                                 |
| 187780 - | 1998 SC109             | 26 de setembre de 1998 | Socorro              | LINEAR                                                 |
| 187781 - | 1998 SM112             | 26 de setembre de 1998 | Socorro              | LINEAR                                                 |
| 187782 - | 1998 SB120             | 26 de setembre de 1998 | Socorro              | LINEAR                                                 |
| 187783 - | 1998 SF120             | 26 de setembre de 1998 | Socorro              | LINEAR                                                 |
| 187784 - | 1998 SL148             | 26 de setembre de 1998 | Socorro              | LINEAR                                                 |
| 187785 - | 1998 SM159             | 26 de setembre de 1998 | Socorro              | LINEAR                                                 |
| 187786 - | 1998 SB165             | 22 de setembre de 1998 | Anderson Mesa        | LONEOS                                                 |
| 187787 - | 1998 SR168             | 17 de setembre de 1998 | Anderson Mesa        | LONEOS                                                 |
| 187788 - | 1998 SA169             | 22 de setembre de 1998 | Anderson Mesa        | LONEOS                                                 |
| 187789 - | 1998 UN31              | 22 d'octubre de 1998   | Xinglong             | Beijing Schmidt CCD Asteroid Program                   |
| 187790 - | 1998 UH36              | 28 d'octubre de 1998   | Socorro              | LINEAR                                                 |
| 187791 - | 1998 VO1               | 10 de novembre de 1998 | Socorro              | LINEAR                                                 |
| 187792 - | 1999 AV3               | 10 de gener de 1999    | Oizumi               | T. Kobayashi                                           |
| 187793 - | 1999 BL10              | 23 de gener de 1999    | Višnjan Observatory  | K. Korlević                                            |
| 187794 - | 1999 CM28              | 10 de febrer de 1999   | Socorro              | LINEAR                                                 |
| 187795 - | 1999 CB97              | 10 de febrer de 1999   | Socorro              | LINEAR                                                 |
| 187796 - | 1999 CS132             | 8 de febrer de 1999    | Kitt Peak            | Spacewatch                                             |
| 187797 - | 1999 CS133             | 7 de febrer de 1999    | Kitt Peak            | Spacewatch                                             |
| 187798 - | 1999 FW15              | 20 de març de 1999     | Kitt Peak            | Spacewatch                                             |
| 187799 - | 1999 FK16              | 21 de març de 1999     | Kitt Peak            | Spacewatch                                             |
| 187800 - | 1999 GZ13              | 14 d'abril de 1999     | Kitt Peak            | Spacewatch                                             |